# دنی مور
دنی مور (انگلیسی: Dennie Moore؛ ‏ ۳۰ دسامبر ۱۹۰۲ – ۲۲ فوریهٔ ۱۹۷۸) بازیگر اهل ایالات متحده آمریکا بود. وی بین سال‌های ۱۹۲۷ تا ۱۹۵۶ میلادی فعالیت می‌کرد.
از فیلم‌ها یا برنامه‌های تلویزیونی که وی در آن نقش داشته‌است، می‌توان به زنان، فرشته و مادر مجرد اشاره کرد.